# Васькин, Владимир Савельевич
Владимир Савельевич Васькин (12 февраля 1941, Элиста — 24 июля 2022, Элиста), советский и российский скульптор. Заслуженный художник России (1997). Член Союза художников СССР (1972).
Заслуженный деятель искусств Калмыцкая АССР (1980). Серебряная медаль Академии художеств России (2007). Почётный гражданин Республики Калмыкия (2006). Член Творческого союза художников России (2008).

## Биография
Отец — Васькин Савелий Санчирович, (1898—1952), участник Великой Отечественной войны, был репрессирован по национальному признаку, в составе военнослужащих — калмыков участвовал в строительстве Широковской ГЭС (Широклаг) в 1944—1945. Мать — Васькина (Бадакова) Эренджен (Эринджен) Бадминовна. (1903—1994). Братья — Васькин Дорджи Савельевич (1923—1941), погиб в бою в годы Великой Отечественной войны и Васькин Григорий Савельевич (1925—2009). Сестра — Тактинова (Васькина) Наталья Савельевна (1929—1996)
1943−1957 — детство и отрочество скульптора прошли в Новосибирской области, в Черепановском районе и в г. Новосибирске, в период депортации калмыков.
1959 — окончил 10 классов средней школы № 3 в г. Элисте.
1959—1962 — учёба в Ростовское художественное училище имени М. Б. Грекова, преподаватель — Евгения Фёдоровна Лобко
1967 — окончил Ленинградское высшее художественно-промышленное училище им. В. И. Мухиной, ныне Санкт-Петербургская художественно-промышленная академия имени А. Л. Штиглица по специальности «монументально — архитектурная скульптура» . Преподаватели — Ингал, Владимир Иосифович, Васильковский, Владимир Сергеевич, Куликов Пётр Фёдорович; руководитель дипломного проекта — Валентина Лаврентьевна Рыбалко
Скончался 24 июля 2022 года.

## Творчество
1967−1972 — работает как график, создаёт серию графических композиций на темы калмыцкого эпоса «Джангар», иллюстрирует книги калмыцких писателей.
1970 — создаёт декоративные, в национальном стиле рельефные композиции из дерева, для оформления интерьеров гостиницы «Россия» и книжного магазина «Теегин герл», Элиста.
1971 — скульптура «Бортха» (Родник), в парке «Дружба» в Элисте, внесена в реестр объектов культурного наследия Республики Калмыкия
1972—1974 — Председатель Союза художников Калмыкии, вновь воссозданного союза, после возвращения калмыцкого народа из депортации .
1980 — Участник Международного симпозиума скульпторов, работающих в материале — дерево, Пьештяни, ЧССР.
1987 — Руководитель творческой группы скульпторов Всесоюзного симпозиума по станковой скульпторе, Переславль-Залесский, Ярославская область, СССР.
1991 — Персональные выставки произведений скульптуры и графики в Москве, Ленинграде, Элисте.
1992—1993 — преподаватель в Калмыцкий государственный университет, инженерный факультет (предмет «Основы рисунка»)
1997—1998 — Участник Международных симпозиумов скульпторов, работающих в камне — «Великий шёлковый путь», «Природа и Человек глазами Востока», «В мире Каиссы», «Мир образов Давида Кугультинова», Элиста, Калмыкия, Россия.
2007—2012 — преподаватель в Элистинском колледже искусств им. П. О. Чонкушова (предметы «Рисунок» и «Скульптура»).
2012 — Лауреат национальной премии «Улан Зала» в области изобразительного искусства Калмыкии.
2021 — Персональная выставка «Легенды и притчи» в Национальном музее Республики Калмыкия, Элиста.
Васькин В. С. участник многих международных, всероссийских, региональных выставок. Работы автора находятся в музеях и частных коллекциях в России, Литве, Словакии, Германии, Монголии, США.

## Основные монументальные произведения скульптора
- Памятник «Джангарчи Ээлян Овла» , 1990, кованная листовая медь. Элиста. Объект культурного наследия Элисты.[7]
- Статуя Будды Шакьямуни в архитектурном ансамбле восточной ротонды. мрамор. 1995, Элиста.[8]
- Статуя Будды Шакьямуни в молельном зале буддийского хурула Сякюсн-Сюме, 1996, кованная листовая медь, золочение, п. Аршан, Калмыкия[9].
- Статуя Будды Шакьямуни для молельного зала хурула в п. Яшкуль, Яшкульский район, Калмыкия.1996.
- Статуя Будды Шакьямуни для молельного зала хурула п. Комсомольский, Черноземельский район, Калмыкия. 1997.
- Статуя Будды Шакьямуни для молельного зала хурула п.Большой Царын, Октябрьский район, Калмыкия, 1998.
- Скульптурная композиция «Два мира», песчаник. 1997[10]
- Скульптурная композиция «…От правды я не отрекался»; мрамор, 1998, Элиста.
- Скульптурная композиция «Йорял» — Благопожелание" (Шахматная корона)[11] металл, ковка, золочение, камень, 1998, Сити-Чесс , Элиста.
- Памятник школьному учителю. 1999[12]. металл, литьё, Элиста.
- Памятник композитору П. О. Чонкушову. Элиста, 2000. кованная листовая медь[13].
- Скульптура «Рыбак», 2003. металл, литьё. Лагань, Калмыкия[14].
- Памятник «Аюка хан». 2004. металл, литьё. п. Цаган-Аман, Калмыкия[15].
- Руководитель творческой группы скульпторов в работе над скульптурным оформлением Центрального хурула «Золотая обитель Будды Шакьямуни», 2006—2009; Элиста[16].
- Статуя Будды Шакьямуни в главном молельном зале хурула «Золотая обитель Будды Шакьямуни»[17], композитный материал, золочение. Элиста[18].
- Статуи 17 Пандитов (выдающиеся Учителя буддийского университета Наланда) на территории Центрального хурула «Золотая обитель Будды Шакьямуни», металл, литье, роспись[19].
- Рельефные изображения божеств (Будда Шакьямуни, Ушнишвиджайя, Амитаюс, Белая Тара), расположенные на ступах верхнего уровня, по четырём углам здания, на фасаде Центрального хурула «Золотая обитель Будды Шакьямуни», металл, литьё, ковка, роспись. Элиста.
- рельефы с изображением божества Кубера и дакинь на верхних уровнях фонтанов, перед главным южным и боковыми фасадами Центрального хурула «Золотая обитель Будды Шакьямуни», металл, литьё, ковка, роспись. Элиста[20].
- Бюст «Илишкин И. К.», 2009, металл, литьё, КИГИ РАН , Элиста. Калмыкия.
- «Созерцающий Будда». 2012. композитный материал, роспись. Музей Центрального хурула «Золотая обитель Будды Шакьямуни», Элиста, Калмыкия.
- Бюст «Городовиков Б. Б.»[21], 2016. металл, литьё. п. Большой Царын, Октябрьский район, Калмыкия.